# لیکوالیکایی ریش‌دار
لیکوالیکایی ریش‌دار (نام علمی: Ptilocichla falcata) گونه‌ای از پرندگان خانواده لیکویان زمینی و بومی پالاوان است.
زیستگاه طبیعی آن جنگل‌های جلگه‌ای نمناک استوایی است. نابودی زیستگاه آن را تهدید می‌کند.